# Madeth gray'll
Madeth gray’ll waren eine Visual Kei Indie-Band unter dem Label von Matina, die im August des Jahres 1997 gegründet wurde.
Die Musik von Madeth gray’ll variiert von schnellem Metal und Black-Metal-Einflüssen zu orchestralen Gothic-Metal-Songs, bizarr und monoton wirkende Stücke sind genauso vertreten wie ruhigere Balladen. Dazu kommt der Gesang, der zum Teil sehr melodisch, teilweise aber auch sehr kreischend ist.

## Bandgeschichte
1997 wurde Madeth gray’ll von Kei (Sänger), Yukina (Bass) und Shizuru (Gitarre) gegründet. Shizuru spielte zuvor mit Kei bei der Band Vierge und Yukina bei L~CYFER. Schon nach kurzer Zeit kamen Gitarrist Hizumi (ex. vie éternele) und Schlagzeuger Tsubaki hinzu und die Band veröffentlichte vier auf 300 Stück limitierte Demotapes.
Anfang des Jahres 1998, kurz nach Gründung der Band, wurden sie in Kisakis Label Matina aufgenommen. Ein Song von ihnen erschien auf dem ersten Matina-Sampler und auch als PV auf einem Video-Tape des Labels. Im März des Jahres brachten sie in einer Woche drei Demotapes heraus, gefolgt von einem weiteren am 4. April.
Am 7. Mai 1998 verstarb Hizumi an den Folgen eines Autounfalls. Er befand sich dabei auf dem Weg zur Beerdigung von X Japans Gitarrist hide. Shizuru und Tsubaki verließen daraufhin die Band. Madeth gray’ll (zu dem Zeitpunkt nur noch Kei und Yukina) trennten sich allerdings nicht, sondern machten mit einem neuen Gitarristen Ukyou (ex. オルゴール) und ohne Schlagzeuger weiter. Sie veröffentlichten eine Single zu einem Song, den Hizumi vor seinem Tod geschrieben hatte (Hakuchuumu no Sangeki, dt. Tagtraum Tragödie).
Im August 1998 veröffentlichten Madeth gray’ll ihre erste Maxi-Single Juujika no Ketsumatsu (dt. Ende des Kreuzes), die insgesamt drei Auflagen hatte, auf denen sich jeweils drei Songs abwechselten. Kei änderte seinen Namen in Hisui.
1999 fanden Madeth gray’ll einen zweiten Gitarristen, Izumi (ex. Distray), und nahmen zusammen mit ihm die Single MOTHER COMPLEX auf.
Am Ende des Jahres gab es einige Änderungen im Line-up, denn Ukyou verließ die Band und Reika kam dafür als Schlagzeuger dazu.
2000 veröffentlichte die Band ihr erstes Album, Lucifer, das zehn vollkommen neue Tracks beinhaltete. Die Aufnahmen waren mittlerweile qualitativ besser als noch am Anfang ihrer Bandgeschichte und der Stil des Albums, der von Lied zu Lied zwischen harten Metalsounds und orchestralen Klängen wechselte, zog viele Fans in seinen Bann. Madeth gray’ll galten zu dieser Zeit als die wohl bekannteste Matina-Band.
Am Ende des Jahres gab es den letzten Line-up Wechsel: Airi kam als zweiter Gitarrist dazu. Die Band veröffentlichte noch im November die Single Norowareshi Hana no Seimei (dt. Verwunschenes Leben der Blume) und das Mini-Album Boukai no Mato ~Entith de marge~ (dt. Dämonenstadt im Reich des Todes) mit sechs Tracks.
Anfang 2001 trennten sich Madeth gray’ll als Bassist Yukina, das letzte Gründungsmitglied neben Hisui, beschloss, die Band zu verlassen. Am 31. Januar erschien das letzte Album Higeki no Shuumaku (dt. Ende der Tragödie), ein Best Of mit 14 ihrer alten Songs.
Die Ex-Bandmitglieder von Madeth gray’ll wechselten zu verschiedenen neuen Bands: Hisui sang erst für JELLY BERRY und gründete später Schwardix Marvally, Airi wechselte zu Crack brain und trat dann ebenfalls Schwardix Marvally bei, hat sich aber mittlerweile aus dem Musikgeschäft zurückgezogen. Yukina spielt und singt nun bei Qyubere und Reika wechselte zu DOREMI-dan.

## Diskografie

### Alben & Mini-Alben
- 2000: Lucifer ~Makyou ni utsuru norowareta Tsumibito-tachi to Seimei no Shuuen~ (Album)
- 2000: Boukai no Mato ~Entith de marge~ (Mini-Album)
- 2001: Madeth gray’ll ~Higeki no Shuumaku~ (Album)

### Singles
- 1998: Hakuchuumu no Sangeki
- 1998: Juujika no Ketsumatsu
- 1999: Juujika no Ketsumatsu ~Dai ni no Higeki~
- 1999: Mother Complex
- 2000: Norowareshi Hana no Seimei

### Videoalben
- 1998: Parasite (PVs)
- 1998: Rasen Kaiden to Kioku (Konzert)
- 2001: Last video (Konzert)

### Demotapes
- 1997: Norowareshi Hana no Seimei...
- 1997: Kuroshouzoku no Shirabe
- 1997: missantroop
- 1997: Seiya ni kanaderu "Kyoushi Kyoku"
- 1998: Hakuchuumu no Sangeki
- 1998: Chizome no Kigeki
- 1998: OPERAza no Higeki
- 1998: Kyoushi Rakuen

### Beiträge für Sampler
- 1998: Face of Soliel (Kuroshouzoku no Shirabe)
- 1998: Matina “1998” – Video Tape (Kuroshouzoku no Shirabe PV)
- 1999: New Age Culture (Le Miserable)
- 1999: Matina “1999” – Video Tape (Le Miserable “live”)
- 2000: Image Type:A (Mother Complex)
- 2000: Prelude (Kuroshouzoku no Shirabe)
- 2001: Prelude:2 (Gekiyaku)